# Burtnieks
Burtnieks (lotyšsky Burtnieka ezers, estonsky Asti järv) je sladkovodní jezero ledovcového původu, které se nachází nedaleko vesnice Burtnieki v severním Lotyšsku. S rozlohou 40 km² je čtvrtou největší vodní plochou v zemi. Má tvar elipsy o maximální délce 13,3 km, dosahuje hloubky okolo tří metrů a jeho povodí má rozlohu 2 215 km². Hlavními přítoky jsou Briede, Rūja a Seda, z jezera vytéká řeka Salaca, která se vlévá do Rižského zálivu. Břehy jsou převážně nízké a písčité, jen na jihovýchodním pobřeží se nacházejí pískovcové skály. Z ostrovů na jezeře je největší Enasare. Jezero náleží k Severolivonské biosférické rezervaci. Provozuje se zde rybolov (štika obecná, candát obecný, okoun říční) a lov kachen. Burtnieks hraje důležitou roli v lotyšské historii a mytologii, odehrává se zde část děje národního eposu Lāčplēsis. Při ústí řeky Rūja do jezera leží archeologická lokalita Zvejnieki, kde byly nalezeny hroby z období mezolitu.